# 손동일
손동일(孫東一, 1971년 7월 5일 ~ )은 전 KBO 리그 SK 와이번스의 외야수이자, 현재 원광대학교 야구부의 감독이다.

## 선수 시절

### 롯데 자이언츠시절
1994년에 입단하였으며  1999년 말  방출됐다.

### SK 와이번스시절
쌍방울 레이더스에 입단했으나  이 팀이 2000년 1월 해체된 후 그 주축 선수들을 필두로 창단된 신생 팀으로 이적했다.

## 출신 학교
- 세광고등학교
- 원광대학교 체육학과 (1990학번)

1. ↑  권훈 (1999년 11월 25일). “프로야구 조계현.성준.송구홍 방출”. 연합뉴스. 2025년 6월 3일에 확인함.
2. ↑  이상원 (1999년 12월 30일). “<프로야구소식> 쌍방울 손동일 1월1일 결혼”. 연합뉴스. 2025년 6월 3일에 확인함.